# علی‌اصغر زبردست
علی‌اصغر زبردست (زادهٔ ۱۳۳۴ در تهران) سیاستمدار اهل ایران است. وی دارای مدرک کارشناسی ارشد در رشته مدیریت دولتی و دکترای مدیریت بازرگانی می‌باشد. آخرین سمت اجرایی وی به‌عنوان استاندار همدان در دولت اصلاحات بود. وی قبل از آن معاونت استانداری‌های تهران، خوزستان، همدان، هرمزگان، سیستان و بلوچستان و کرمان را بر عهده داشت. زبردست در ۱۳۸۴ با روی کار آمدن دولت احمدی‌نژاد بازنشسته شد. وی هم‌اکنون ریاست اتاق بازرگانی و صنایع و معادن در همدان را بر عهده دارد.